# Saransk
Saransk (tiếng Nga: Саранск; tiếng Moksha: Саранош; tiếng Erzya: Саран ош) là một thành phố ở khu vực trung tâm châu Âu thuộc Nga và là thủ phủ của Nước Cộng hòa tự trị Mordovia. Saransk nằm trong lưu vực sông Volga ở hợp lưu giữa sông Saranka và sông Insar, cách Moskva khoảng 630 km (391 dặm) về phía đông. Dân số: 304.866 (điều tra dân số 2002).

## Khí hậu
Saransk có khí hậu lục địa ẩm (phân loại khí hậu Köppen Dfb) với mùa hè ấm áp và mùa đông lạnh giá.
| Dữ liệu khí hậu của Saransk              | Dữ liệu khí hậu của Saransk | Dữ liệu khí hậu của Saransk | Dữ liệu khí hậu của Saransk | Dữ liệu khí hậu của Saransk | Dữ liệu khí hậu của Saransk | Dữ liệu khí hậu của Saransk | Dữ liệu khí hậu của Saransk | Dữ liệu khí hậu của Saransk | Dữ liệu khí hậu của Saransk | Dữ liệu khí hậu của Saransk | Dữ liệu khí hậu của Saransk | Dữ liệu khí hậu của Saransk | Dữ liệu khí hậu của Saransk |
| Tháng                                    | 1                           | 2                           | 3                           | 4                           | 5                           | 6                           | 7                           | 8                           | 9                           | 10                          | 11                          | 12                          | Năm                         |
| ---------------------------------------- | --------------------------- | --------------------------- | --------------------------- | --------------------------- | --------------------------- | --------------------------- | --------------------------- | --------------------------- | --------------------------- | --------------------------- | --------------------------- | --------------------------- | --------------------------- |
| Cao kỉ lục °C (°F)                       | 4.8 (40.6)                  | 14.0 (57.2)                 | 16.3 (61.3)                 | 28.9 (84.0)                 | 34.0 (93.2)                 | 36.1 (97.0)                 | 38.0 (100.4)                | 39.4 (102.9)                | 32.3 (90.1)                 | 23.0 (73.4)                 | 13.9 (57.0)                 | 7.1 (44.8)                  | 39.4 (102.9)                |
| Trung bình ngày tối đa °C (°F)           | −5.0 (23.0)                 | −4.0 (24.8)                 | 0.0 (32.0)                  | 10.0 (50.0)                 | 18.0 (64.4)                 | 22.0 (71.6)                 | 24.0 (75.2)                 | 23.0 (73.4)                 | 17.0 (62.6)                 | 9.0 (48.2)                  | 1.0 (33.8)                  | −4.0 (24.8)                 | 9.3 (48.7)                  |
| Trung bình ngày °C (°F)                  | −8.5 (16.7)                 | −8.0 (17.6)                 | −3.0 (26.6)                 | 5.5 (41.9)                  | 12.5 (54.5)                 | 17.0 (62.6)                 | 19.0 (66.2)                 | 17.5 (63.5)                 | 12.5 (54.5)                 | 6.0 (42.8)                  | −1.0 (30.2)                 | −6.5 (20.3)                 | 5.3 (41.5)                  |
| Tối thiểu trung bình ngày °C (°F)        | −12.0 (10.4)                | −12.0 (10.4)                | −6.0 (21.2)                 | 1.0 (33.8)                  | 7.0 (44.6)                  | 12.0 (53.6)                 | 14.0 (57.2)                 | 12.0 (53.6)                 | 8.0 (46.4)                  | 3.0 (37.4)                  | −3.0 (26.6)                 | −9.0 (15.8)                 | 1.3 (34.3)                  |
| Thấp kỉ lục °C (°F)                      | −34.0 (−29.2)               | −36.0 (−32.8)               | −24.6 (−12.3)               | −17.6 (0.3)                 | −5.4 (22.3)                 | 1.1 (34.0)                  | 5.7 (42.3)                  | 0.0 (32.0)                  | −5.0 (23.0)                 | −14.0 (6.8)                 | −24.0 (−11.2)               | −34.0 (−29.2)               | −36.0 (−32.8)               |
| Lượng Giáng thủy trung bình mm (inches)  | 35 (1.4)                    | 29 (1.1)                    | 35 (1.4)                    | 37 (1.5)                    | 47 (1.9)                    | 71 (2.8)                    | 59 (2.3)                    | 52 (2.0)                    | 52 (2.0)                    | 49 (1.9)                    | 40 (1.6)                    | 40 (1.6)                    | 546 (21.5)                  |
| Số ngày giáng thủy trung bình (≥ 0.1 mm) | 15.0                        | 12.2                        | 13.0                        | 11.3                        | 12.8                        | 16.5                        | 15.7                        | 13.5                        | 11.9                        | 12.7                        | 12.7                        | 14.9                        | 162.2                       |
| Nguồn: Weatherbase                       |                             |                             |                             |                             |                             |                             |                             |                             |                             |                             |                             |                             |                             |

## Thành phố kết nghĩa
Saransk kết nghĩa với:
- Botevgrad, Bulgaria
- Gorzów Wielkopolski, Ba Lan
- Sieradz, Ba Lan
- Kalinkavichy, Belarus